# Lost Horizons
Lost Horizons је други издати албум (а први студијски, пошто је претходни Lemonjelly.KY био компилација ранијих синглова) групе Lemon Jelly, издат октобра 2002. Албум избацује два велика хита у Великој Британији, "Space Walk" и "Nice Weather for Ducks". Био је номинован за Mercury Music Prize за 2003. У односу на претходни албум, Lost Horizons је много богатији инструменталном музиком.
Као и Lemonjelly. KY, неколико песама је коришћено у телевизијским и радио програмима, као и у видео-игрицама, нарочито на BBC-у. Део песме "Curse of Ka'Zar" је коришћен на TCM каналу, као позадинска музика у уводним шпицама за филм.

## Песме
-{
1. "Elements" – 8:41
2. "Space Walk" – 7:00
3. "Ramblin' Man" – 7:08
4. "Return To Patagonia" – 8:40
5. "Nice Weather For Ducks" – 5:52
6. "Experiment No. 6" – 6:09
7. "Closer" – 7:24
8. "The Curse of Ka'Zar" – 9:00

}-

### Бонус на албуму
- "" - 6:56

## Учесници на албуму
- Nick Franglen: Члан бенда, продуцент
- Fred Deakin: Члан бенда, дизајн, илустрација, уметнички директор
- Cameron Jenkins: Инжењер
- John Standing: Говор у "Elements" и "Ramblin' Man"
- Brian Foreman: Бас
- Bob "Forever" Young: Усна хармоника
- Carey Wilson, Bob Hunter, Keith Abbs, Malcolm Abbs - Гласови у песми "Elements"
- Steve Sidwell: Хорна, труба
- Micheal O'Connor: Говор у "Space Walk"
- Micheal Deakin: Говор у "Ramblin' Man"
- Andy Diagram: труба, звучни ефекти
- Damien Hand: Флаута, саксофон
- Rory McFarlane: Дупли бас
- Melanie McFadyean и Rory Blair: Говор у "Return to Patagonia"
- Carey Wilson, Peter Bamber, Fergus O'Kelley, Micheal Clarke, Bob Fardell, Lindsay Benson, David Bevon, David Porter-Thomas: Хор у "Return to Patagonia"
- Enn Reitel: Вокали у "Nice Weather for Ducks"
- Guy Pratt: Бас у "Nice Weather for Ducks"
- Doctor William Brook: Говор у "Experiment Number Six"
- Andy Kane и Rita Campbell: Вокали у "The Curse of Ka'Zar"